# Armando Riesco
Armando Riesco (Mayagüez, 5 december 1977) is een Puerto Ricaans/Amerikaans acteur, filmproducent, filmregisseur, scenarioschrijver.

## Biografie
Armando Riesco is een zoon van Cubaanse ouders die geïmmigreerd zijn vanuit Cuba, en groeide op in San Juan (Puerto Rico). Hij doorliep de high school aan de Colegio San Ignacio de Loyola in San Juan, hierna ging hij studeren aan de Northwestern-universiteit in Illinois. Na zijn afstuderen verhuisde hij naar New York waar hij als acteur begon in lokale theaters om later te acteren voor televisie, films en videospellen. 
Riesco speelt voornamelijk bijrollen. Hij werd ook bekend vanwege zijn werk als stemacteur voor de game Grand Theft Auto: Vice City uit 2002, vanwege zijn bijrol als Victor Vance, en twee jaar later voor Grand Theft Auto: San Andreas als Officer Jimmy Hernandez.  

## Filmografie

### Films
Uitgezonderd korte films.
- 2024 Grassland - als politiechef Marcus Sullivan
- 2023 Dumb Money - als stem
- 2019 Seneca - als David Seneca
- 2018 Can You Ever Forgive Me? - als man (stem)
- 2018 Croc-Blanc - als Curtis (stem)
- 2014 The Whole World at Our Feet - als Ruslan (stem)
- 2013 80/20 – als Matt
- 2013 7E – als Rich
- 2013 Adult World - als Rubia
- 2012 Putzel – als Jake
- 2010 The Tested – als Julian Varone
- 2009 Brooklyn's Finest – als rechercheur George Montress
- 2008 Che: Part One – als Benigno
- 2008 Che: Part Two – als Benigno
- 2007 National Treasure: Book of Secrets – als FBI-agent Hendricks
- 2006 The Path to 9/11 – als John Atkinson
- 2006 Bella – als Francisco
- 2006 World Trade Center – als Antonio Rodrigues
- 2005 Harsh Times – als Alex
- 2005 Fever Pitch – als Gerard
- 2004 National Treasure – als FBI-agent Hendricks
- 2004 Garden State – als Jesse
- 2003 Pieces of April – als Tyrone
- 2002 25th Hour – als Phelan

### Televisieseries
Uitgezonderd eenmalige gastrollen.
- 2022 - 2023 National Treasure: Edge of History - als agent Hendricks - 7 afl.
- 2022 Two Year Man - als Miguel - 7 afl.
- 2017 - 2021 Bull - als AUSA Dennis Olsen - 3 afl.
- 2018 - 2019 The Chi - als rechercheur Armando Cruz - 16 afl.
- 2018 Queen of the South - als Pecas - 6 afl.
- 2016 Power - als Hector Nunez - 2 afl.
- 2016 The Family - als Corey Sanchez - 4 afl.
- 2011 A Gifted Man – als Tavo - 5 afl.
- 2010 Royal Pains – als Oscar – 2 afl.
- 2008 – 2009 Law & Order – als Sean Savoy – 2 afl.
- 2006 3 lbs. – als dr. Tom Flores – 7 afl.

### Computerspellen
- 2015 Just Cause 3 - als Mario Frigo
- 2010 Need for Speed: World – als stem
- 2009 Grand Theft Auto IV: The Ballad of Gay Tony – als parkeerhulp
- 2008 Need for Speed: Undercover – als stem
- 2005 The Warriors – als inwoner van New York
- 2004 Grand Theft Auto: San Andreas – als officier Hernandez
- 2003 Midnight Club II – als Hector
- 2002 Grand Theft Auto: Vice City – als Vic Vance

### Filmproducent
- 2019 Seneca - film
- 2013 And Then There Was Luz - korte film
- 2011 Remember - korte film

### Filmregisseur
- 2016 The Lost Flowers - korte film
- 2011 Remember - korte film

### Scenarioschrijver
- 2019 Seneca - film
- 2013 Truth Will Out - korte film
- 2013 And Then There Was Luz - korte film
- 2011 Remember - korte film

- International Standard Name Identifier: 0000 0000 7742 5737
- Library of Congress Control Number: no2010048858
- Nationale Bibliotheek van Israël: 987007327617205171
- Virtual International Authority File: 108100158
- WorldCat: E39PBJgH7R84RVX676fDh4HQv3